# The Indian Maid's Sacrifice
The Indian Maid's Sacrifice è un cortometraggio del 1911 diretto da George Melford. Un western prodotto dalla Kalem Company e interpretato da Carlyle Blackwell e Alice Joyce.  Il film uscì nelle sale il 28 luglio 1911.

## Trama
Durante un attacco a un villaggio indiano, la bella Wana viene catturata. Don Pablo, gentiluomo messicano, affida la ragazza a un padre della missione cattolica di San Luis Rey. Intanto Rubia, la fidanzata di don Pablo, rifiuta le profferte amorose di Romero, un mezzo sangue, corteggiatore non solo insistente, ma anche vendicativo. Costui, infatti, vuol far distruggere la missione dagli indiani e ha progettato di uccidere don Pablo, il suo rivale, durante la danza dei coltelli, una cerimonia che si tiene nel corso di una festa annuale. Venuta a sapere del piano, Wana si presenta alla festa vestita da uomo e accetta la sfida di Romero, salvando così la vita di don Pablo. Dopo la tragedia, la ragazza si rivela al frate che riuscirà a fermare anche l'attacco degli indiani sulla porta della chiesa.

## Produzione
Prodotto dalla Kalem Company, il film ricostruisce con attenzione modi, stili e architettura della Vecchia California.

## Distribuzione
Il film - un cortometraggio di una bobina - uscì nelle sale statunitensi il 28 luglio 1911, distribuito dalla General Film Company.